# 小桃音まい
小桃音 まい（ことね まい、1990年（平成2年）8月24日 - ）は、日本のライブアイドルであり、女性アイドルグループ「momograci（ex:桃色革命）」のプロデューサー（元メンバー）である。MONSTAR Japan Association所属。血液型はA型。愛称はまいにゃ。

## 略歴
2009年、神戸から単身上京しライブ活動を開始。9月にはインディーズ・レーベルから1stシングル「Dreamscape☆」を枚数限定発売。その後の作品も限定枚数を次々と完売し、オリコンチャートにもランクインするようになった。
年間300本というハイペースでライブを行い、そのアイドルらしいプロフェッショナルな言動から『小桃音プロ』と称され注目を集めた。また、ステージの彼女に合わせてファンが左右に動く様から『民族大移動系アイドル』とも呼ばれライブアイドル界隈で一躍有名になった。
2013年5月10日、以前から彼女が勝手に制定していた「コトネの日」が日本記念日協会によって正式に認定。さらに同日行われたイベントでVERSIONMUSICからメジャーデビューすることを発表。8月14日にシングル「BANG BANG 鼓笛サンバ」でメジャーデビューした。グループアイドル全盛の中オリコン週間ランキング20位を記録した。その後も「コトネの日」には主催ライブも開催した。
音楽方面以外でも、2011年にはテレビ朝日ドラマ『俺の空 刑事編』、映画「地球防衛ガールズP9」への出演のほか、週刊プレイボーイで初の水着グラビア披露するなどした。
2019年9月2日、神田明神ホールでラストライブを開催。桃色革命を卒業した。

## 年表
- 2009年4月13日、表参道FABで開催された『Finger Mark Park vol.13』に小桃音まいとして出演。ただし、このライブではMCとしての出演だったため歌は歌わなかった。
- 2009年5月27日、オムニバスアルバム『もえ☆ダンス presented by アニメ☆ダンス』でCDデビュー。
- 2009年7月1日、参加したオムニバスアルバム『アニソンぷらす×アニメ☆ダンス コレクション』発売。
- 2009年8月24日、大塚Deepaで初のワンマンライブ『右に左に民族大移動なのです☆』開催。この日は小桃音まいの誕生日でありバースデイライブとなった。
- 2009年9月16日、初の主催ライブ『ネコトマイ 〜ちょっと遅めの夏祭りだってば〜』を開催。
- 2009年10月7日、1stシングル「Dreamscape☆」が限定1,000枚で発売される。
- 2009年10月10日、限定1,000枚で発売された「Dreamscape☆」が完売。オリコン週間ランキングで70位を記録した。推定売上枚数は1,001枚となっていた。
- 2009年11月24日、限定1,500枚で発売された「Masterpiece」も完売。週間ランキングは71位。
- 2010年1月27日、限定2,500枚で発売された「さくら、咲くころに。」も完売。週間ランキングは44位。
- 2010年4月13日、表参道FABで1周年記念ワンマンライブ『桜も桃も満開宣言！まいにゃ＠147cm 1年経ったら、こんなに大きくなりました！』を開催。
- 2010年8月24日、morph-tokyoで20歳のバースデーワンマンライブ『絶対オトナ宣言〜今日から色気ムンムンでいくのです♪〜』を開催。
- 2010年9月22日、限定5,000枚で発売された「コズミック☆UNIVERSE」は発売1週間でおよそ4,000枚を売り上げた。週間ランキングは22位。
- 2011年4月23日、Shibuya O-crestで2周年記念ワンマンライブ『Cosmospring〜ようこそ、まいにゃの四次元ポケットへ〜』を開催。
- 2011年6月7日、インディーズでは異例の限定10,000枚で発売された「ラグランジュ☆ポイント」は発売1週間で7,000枚以上を売り上げた。週間ランキングは24位。
- 2011年8月27日、Shibuya O-WESTで21歳のバースデーワンマンライブ『Oh!!西の陣＠渋谷〜まいにゃをアイドル戦国時代に連れてって〜』を開催。
- 2011年9月21日、渋谷Gladで予定されていた定期公演KISS*001『Magic』が台風の影響で延期になる。
- 2011年9月26日、渋谷Gladで定期公演KISS*001『Magic』振替公演開催。
- 2011年10月8日・9日、バンコクで開催された『AKIBA フェスタ』に出演。初の海外イベント参加となった。
- 2011年10月24日、morph-tokyoで定期公演KISS*002『nine〜morph-tokyo 9th Anniversary〜』開催。
- 2011年11月30日、渋谷Gladで定期公演KISS*003『TRICK』開催。
- 2011年12月24日、Shibuya O-crestでクリスマスワンマンライブ『まいにゃサンタさん。〜笑顔のクリスマスプレゼントは民族大移動で♪〜 -まいにゃがいっぱいのサンタさん呼んじゃいました〜(/▽\)♪-』を開催。
- 2011年12月29日、神戸チキンジョージで開催された東京女子流の定期公演LIVE*033『女子流学園祭2011神戸』にゲスト出演。東京女子流と「おんなじキモチ」のコラボレーションを披露。
- 2011年12月31日、SHIBUYA REXでカウントダウンワンマンライブ『〜2011年残り510分前♪〜 -まさかのカウントダウン、まさかまさかの無料ワンマン！2011年締めくくりはまいにゃで決まりっ★-』を開催。510(ことね)分前、15時半をカウントダウンした。
- 2012年1月14日、SHIBUYA DESEOでペーパー方式のまいにゃに関する試験をライブ『まいにゃ検定試験〜小桃音まい式センター試験♪〜』が行われた。本人も89点と難易度が高い問題にファンの平均点は49点となった。
- 2012年1月23日、morph-tokyoで定期公演KISS*004『123』開催。
- 2012年2月28日、渋谷Gladで定期公演KISS*005『Peace』開催。
- 2012年3月26日、morph-tokyoでペーパー方式のまいにゃに関する試験＋ライブ小桃音まい定期公演番外編『まいにゃ検定試験・追試』が行われた。
- 2012年4月1日、Sweet-Kiss Promotionからポニーキャニオンアーティスツへ移籍。それに伴い「cheer-Music」のイベント事業はポニーキャニオンアーティスツのイベント事業「ROLL TOGETHER」に移行して継続されることになった。
- 2013年5月10日、「ことね（510）の日」が日本記念日協会で正式認定されたことと、8月14日にビクターエンタテインメントからメジャーデビューすることを発表した[2]。
- 2014年2月1日、ポニーキャニオンアーティスツを離れることが発表された。その後、VERSIONMUSICが窓口となった[3]。
- 2015年8月23日、「モンスタージャパンアソシエイション」に移籍することが発表された[4]。
- 2016年3月5日、『94＋6＝2680』と題した公開記者会見を行い、2016年8月14日をもってソロ活動を休止し、ユニットを結成して活動をしていく方針を発表[5]。
- 2016年7月22日、SHOWROOM内で、ファン投票により新ユニットの名前が「桃色革命」に選ばれたことを発表[6]。その後、メンバーも順次発表された。
- 2016年8月12日、「ソロの戦友スペシャルライブ」として、寺嶋由芙、吉川友とのスリーマンライブを渋谷Gladで行う。
- 2016年8月14日、恵比寿リキッドルームでソロ活動ラストとなるツアー2016 FINAL『小桃音まいソロ活動休止ライブ〜2680日目の最高の日〜』を開催。

## 作品
「順位」は全てオリコン週間ランキング最高位

### シングル
| #                  | タイトル                 | 発売日         | 規格品番                                                         | 順位     | 備考                                                                                  |          |
| am music           | am music                 | am music       | am music                                                         | am music | am music                                                                              | am music |
| ------------------ | ------------------------ | -------------- | ---------------------------------------------------------------- | -------- | ------------------------------------------------------------------------------------- | -------- |
| 1                  | Dreamscape☆              | 2009年10月7日  | PARA-0996                                                        | 70位     | 1,000枚限定販売                                                                       |          |
| 2                  | Masterpiece              | 2009年11月24日 | PARA-0995                                                        | 71位     | 1,500枚限定販売                                                                       |          |
| 3                  | さくら、咲くころに。     | 2010年1月27日  | PARA-0993                                                        | 44位     | 2,500枚限定販売                                                                       |          |
| 4                  | コズミック☆UNIVERSE      | 2010年9月22日  | PARA-0990                                                        | 22位     | 5,000枚限定販売                                                                       |          |
| 5                  | ラグランジュ☆ポイント    | 2011年6月7日   | PARA-0988                                                        | 24位     | 10,000枚限定販売                                                                      |          |
| PONYCANYON ARTISTS |                          |                |                                                                  |          |                                                                                       |          |
| 6                  | ♥Magic Kiss♥             | 2012年7月3日   | PCML1201〜7                                                      | 19位     | ジャケット違い（7種）                                                                 |          |
| VERSIONMUSIC       |                          |                |                                                                  |          |                                                                                       |          |
| 7                  | BANG BANG 鼓笛サンバ     | 2013年8月14日  | VICL-36809 VIZL-562（限定盤A）DVD付 VICL-36810〜12（限定盤B〜D） | 20位     | 限定盤：カップリング・ジャケット違い                                                  |          |
| 8                  | ダンシン☆ハイスクール    | 2014年2月26日  | VICL-36882〜4（限定盤A〜C） VICL-36885                           | 23位     | 限定盤：カップリング（3種）・ジャケット違い                                           |          |
| 9                  | パレード・イリュージョン | 2014年10月29日 | VICL-36968                                                       | 25位     | 「まいにゃ with シャッフルシスターズ」名義 アニメ『怪盗ジョーカー』エンディングテーマ |          |
| PCI MUSIC          |                          |                |                                                                  |          |                                                                                       |          |
| 10                 | Colorful∞Infinity        | 2015年8月1日   | MOWO-0101                                                        | - 位     | ライブ会場限定販売                                                                    |          |
| 11                 | ちゅるりっぱ             | 2015年8月24日  | MOWO-0102                                                        | - 位     | ライブ会場限定販売                                                                    |          |
| 12                 | My Love〜コトNation〜    | 2016年5月24日  | MOWO-0103                                                        | 90位     |                                                                                       |          |

### アルバム
1. 1st-チョコっと（2013年2月12日、PCML1208 DVD付、PCML1209〜12（A〜D）、PONYCANYON ARTISTS、43位）

### ベスト・アルバム
1. Mai Kotone the BEST（2016年5月24日、PARA-0597〜9（A〜C盤）、am music、166位）

### 写真集
- bonita（2019年10月13日、ジャパンアソシエーション／フォッグ）[1]

## 出演

### テレビ番組
- アニソンぷらす＋（テレビ東京）

### テレビドラマ
- 俺の空 刑事編第1話 本人役(テレビ朝日)

### ラジオ
- 小桃音まいの☆きゃらめるまきRADIO☆（FM PORT、2010年4月3日 - 2013年3月30日）
- TOKYO→NIIGATA MUSIC CONVOY（FM PORT、2013年4月4日 - 2014年3月27日、木曜日担当）
- 小桃音まいの☆きゃらめるまきRADIO 2（FM PORT、2014年4月4日 - 2014年6月27日）
- 下北FMアイドル祭り(2010年9月18日、新宿・STUDIO Dee、下北FM）
- Music Spice!（FM-FUJI、2013年10月2日 - 2014年9月24日、水曜日担当）
- GIRLS♥GIRLS♥GIRLS =RED ZONE=「小桃音まいのちんぷんかんぷんRadioでぽん！」（FM-FUJI、2015年7月1日 - 12月30日）
- 小桃音まいのキャラマキふらいでーないと（渋谷クロスFM、2021年4月30日 - 、月1回放送）

### インターネットテレビ
- 矢口真里の火曜The NIGHT（2019年10月16日、AbemaTV）[1]

### 映画
- 地球防衛ガールズP9（2011年11月26日公開）-  五島黄絵 役